# Ana Isabel Illueca
Ana Isabel Illueca Dutrie (Panamá, 14 de marzo de 1903-provincia de Panamá, 25 de septiembre de 1994) fue una poetisa y educadora panameña.
Estudió en la Escuela Normal de Institutoras recibió su título de maestra de Enseñanza Primaria. Al fundarse la universidad ingresó en ella y en 1944, se graduó de profesora de español y Licenciada en Educación en la Universidad Nacional de Panamá. Dedicada plenamente a la enseñanza, ha sido profesora de la Escuela de Artes y Oficios "Melchor Lasso de la Vega" y del Instituto Nacional de Panamá, donde se le rindió homenaje al ser declarada supernumeraria después de 20 años de labor educativa. Durante muchos meses, en rigor por cerca de tres años, dirigió una página poética en la revista "Acercamiento", prestando con ello un real servicio a las letras.
Su obra literaria, conocida por periódicos y revistas del Continente, ha sido recopilada por la poetisa en una Antología expresiva de su personalidad.
Su poesía contiene rebeldía social,  ipregnada del sabor de las tierras y de los sentires campesinos de Panamá. En el decir poético, sencillo y sin artificios, vibra el dulce cantar entristecido de pesares amargos. Tiene su poesía la humildad orgullosa de los patrios lares.

## Obras
- "Antología Poética": 1973
- "El Limpiabotas"
- "El montuno" en línea
- "El Vendedor de Periódicos"
- "La Oración de la Maestra"
- "Pininos"
- "la Saloma"
- "Mi pollera"